# Enzo Bartolini
Enzo Bartolini (* 15. Februar 1914 in Livorno; † 3. Juli 1998 in Pisa) war ein italienischer Ruderer, der 1936 Olympiazweiter, 1937 Europameister und 1938 Europameisterschaftsdritter im Achter war.

## Sportliche Karriere
Der Achter der Unione Canottieri Livornesi war in den 1930er Jahren mehrfach italienischer Meister, Bartolini gehörte 1935, 1936, 1939 und 1940 zur siegreichen Crew. Die Ruderer des Achters waren Dockarbeiter aus Livorno.
Bei den Olympischen Spielen 1936 in Berlin-Grünau belegte der Achter in der Besetzung Guglielmo Del Bimbo, Dino Barsotti, Ottorino Quaglierini, Oreste Grossi, Enzo Bartolini, Mario Checcacci, Dante Secchi, Enrico Garzelli und Steuermann Cesare Milani im Vorlauf den zweiten Platz hinter Vorjahreseuropameister Ungarn. Während sich die Boote aus den USA, Ungarn und der Schweiz als Vorlaufsieger direkt für das Finale qualifizierten, erreichten die Boote aus Deutschland, Italien und dem Vereinigten Königreich als Sieger der Hoffnungsläufe das Finale. Dort zog das favorisierte US-Boot zunächst davon, im zweiten Streckenabschnitt kamen Italiener und Deutsche auf und die drei Boote erreichten binnen einer Sekunde das Ziel, Gold gewannen die Amerikaner vor den Italienern und den Deutschen.
Bei den Europameisterschaften 1937 siegte der italienische Achter mit Alberto Bonciani, Ottorino Quaglierini, Enzo Bartolini, Dante Secchi, Mario Checcacci, Giovanni Persico, Oreste Grossi, Enrico Garzelli und Cesare Milani vor den Deutschen und den Dänen. Mit Dino Cecchi für Mario Checcacci ruderte der italienische Achter bei den Europameisterschaften 1938 auf den dritten Platz hinter den Deutschen und den Ungarn.